# Rock Steady (álbum)
Rock Steady é o quinto álbum de estúdio da banda No Doubt, lançado 11 de Dezembro de 2001 pela Interscope Records. A banda começou a gravar o álbum em Los Angeles e San Francisco, em seguida, viajou para Londres e Jamaica para trabalhar com vários artistas, compositores e produtores como: Sly & Robbie, The Neptunes, e William Orbit.
Como resultado das muitas colaborações, Rock Steady toca em muitos estilos musicais. O álbum se centra mais no dub, synthpop e outros estilos de dança. A cantora Gwen Stefani escreveu suas letras rapidamente em comparação com os trabalhos anteriores, e lidava com temas que vão desde festas à reflexões sobre seu relacionamento com Gavin Rossdale .
Rock Steady recebeu críticas positivas na maior parte dos críticos de música, e foi nomeado para Melhor Álbum Vocal Pop no Grammy Awards.[carece de fontes?] O álbum serviu como um retorno comercial para a banda, superando as vendas de seu disco anterior, Return of Saturn, lançado em 2000. Rock Steady gerou quatro singles, dois dos quais ganharam o Prêmio Grammy de Melhor Performance Pop por um Duo ou Grupo com Vocais por "Underneath It All" e melhor Dance por "Hella Good".[carece de fontes?]

## Antecedentes e Produção
Toda noite, na turnê para divulgar o seu álbum de 2000 Return of Saturn, o No Doubt se divertiam em festas onde as pessoas dançam o dancehall, um estilo musical jamaicano. Durante uma discussão durante o jantar no final de 2000, os membros da banda decidiram que queriam explorar ritmos estilo dancehall, para seu próximo álbum. Inspirando-se em artistas como Bounty Killer, Cutty Ranks e Mr. Vegas, a banda começou a trabalhar no álbum em Janeiro de 2001. Eles trabalharam com o produtor Philip Steir no Toast Studios, em São Francisco durante este tempo, onde surgiu "Hey Baby". Ao escrever letras de músicas de álbuns anteriores, Stefani geralmente lê obras de Sylvia Plath que iria fazê-la "encontrar palavras diferentes que a inspirassem". Em contrapartida, para o Rock Steady, ela escreveu as letras mais rápida e no local para cumprir a meta de escrever uma canção por dia. Muitos dos demos gravadas durante as sessões iniciais foram usados nas pistas final, ao invés de refazer completamente as canções. A banda viu isso como uma maneira de preservar a "faísca inicial" a partir de quando as canções foram concebidas.
No mês seguinte, Stefani deixou Los Angeles e foi até Londres para visitar o namorado Gavin Rossdale, e a banda viajou com ela para terminar a gravação de "Detective". Lá, eles trabalharam com David Stewart (membro do Eurythmics) e escreveu a canção "Underneath It All" em apenas dez minutos. Em março, a banda viajou para a Jamaica, permanecendo na Lagoa Azul em Port Antonio. Eles começaram a trabalhar no meio da tarde, e trabalhava na noite, com uma festa após a sessão. O grupo colaborou com Sly & Robbie, que produziu "Underneath It All" e "Hey Baby" e Steely & Clevie, que produziu "Start the Fire".
A banda retornou da Jamaica e retornaram ao trabalho em junho, colaborando com os produtores Nellee Hooper e Timbaland. A faixa de Timbaland, intitulada "It's a Fight", e Dr. Dre produziu a cação "Wicked Day", que ambas foram excluídas do álbum pois seu hip hop parecia não combinar bem no álbum. A banda trabalhou com o produtor Ric Ocasek no final de junho. Stefani comentou que, sem dúvida trabalhou com muitas pessoas assim, pois nenhuma estava disponível durante o tempo necessário para fazer um LP, mas que ela gostaria de trabalhar mais com Ocasek. No final de agosto, a banda retornou à Londres para Mark "Spike" Stent finalizar as canções com mixagem de áudio.

## Faixas
1. "Intro"
2. "Hella Good"
3. "Hey Baby"
4. "Making Out"
5. "Underneath It All"
6. "Detective"
7. "Don't Let Me Down"
8. "Start the Fire"
9. "Running"
10. "In My Head"
11. "Platinum Blonde Life"
12. "Waiting Room"
13. "Rock Steady"

## Singles
- "Hey Baby", "Hella Good", "Underneath It All" e "Running"

## Clipes
- "Hey Baby"
- "Hella Good"
- "Underneath It All"
- "Running"